# HD 63433
HD 63433 (TOI-1726, V377 Geminorum) és una estrella de seqüència principal de tipus G situada a 73 anys llum de la Terra a la constel·lació zodiacal de Bessons, visualment a prop de l'estrella Pòl·lux. Es classifica com una estrella semblant al Sol, amb una massa un 99% semblant i una mida un 91% semblant a la del Sol. No obstant això, és una estrella molt més jove, menys d'una dècima d'edat amb una edat d'uns 400 milions d'anys. Amb una magnitud aparent de 6,9, no és visible a ull nu, però es pot veure amb un telescopi petit. Segons les seves propietats cinemàtiques, rotacionals i d'abundància de liti, forma part del Grup mòbil de l'Ossa Major. Hi ha tres exoplanetes que l'orbiten, un està classificat com a planeta de la mida de la Terra, mentre que els altres dos són mini-Neptuns.

## Característiques
HD 63433 és una estrella semblant al Sol, amb un radi de 0,912 R☉, una massa de 0,99 M☉, una temperatura efectiva de 5.640 K i un tipus espectral de G5V. Les seves propietats són força semblants a les del Sol, que té un tipus espectral G2V i una temperatura de 5772 K. HD 63433, però, és molt més jove que el Sol, amb una edat de 414 milions d'anys, només el 9% de l'edat solar de 4.600 milions d'anys.
També és una estrella variable, pertanyent a la classe de les variables BY Draconis, estrelles que tenen variacions en la seva lluminositat a causa de la seva rotació juntament amb les taques solars i altres activitats de la cromosfera. La brillantor de l'estrella varia en 0,05 magnituds durant un període de 6,46 dies. Té la designació d'estrella variable V377 Geminorum.
Amb una magnitud aparent de 6,92m, està per sota del límit per a la visibilitat a ull nu, generalment definit com a 6,5m, el que significaria que aquesta estrella no és visible a ull nu, però fàcilment visible amb un petit telescopi o prismàtics. Tot i ser feble, HD 63433 és en realitat la tercera estrella més brillant amb exoplaneta en trànsit confirmat pel Transiting Exoplanet Survey Satellite, amb només Pi Mensae (5,65m) i HR 858 (6,38m) sent més brillants.
Segons la cinemàtica estel·lar, l'abundància de liti i la rotació estel·lar, HD 63433 forma part del grup mòbil de l'Ossa Major. Va ser identificat inicialment com a possible membre d'aquest grup per Gaidos (1998) i inclòs com a possible membre en anàlisis posteriors, fins que la pertinença d'HD 63433 a aquest grup en moviment va ser finalment confirmada per Mann et al. el 2020. Com que forma part d'aquest grup en moviment, la seva edat s'estima en 414 ± 23 milions d'anys, la mateixa que el grup.
Es troba a l'hemisferi nord, a uns 73 anys llum de la Terra, a la constel·lació de Bessons. Està visualment a prop Pòl·lux, l'estrella més brillant de la constel·lació. Es preveu que l'HD 63433 s'acosti a dins de 7.33 anys llum del Sol en 1,33 milions d'anys. Això la convertirà en una de les estrelles més properes al Sol. El seu veí més proper és la nana taronja HD 63991, situada a una distància de 2,7 anys llum.
| Nom             | Distància (anys llum) |
| --------------- | --------------------- |
| HD 63991        | 2.7                   |
| LSPM J0801+2342 | 6.1                   |
| HD 68017        | 9                     |
| BD+31 1781      | 9.1                   |
| G 90-52         | 9.2                   |

## Sistema planetari
L'estrella HD 63433 està orbitada per 3 exoplanetes, tots descoberts pel mètode de trànsit.
Els primers que es van descobrir, HD 63433 b i HD 63433 c, són mini-Neptuns que van ser descoberts per Mann et al. el 2020 utilitzant el Transiting Exoplanet Survey Satellite. El 2024, es va descobrir un planeta addicional, després d'una anàlisi d'un senyal de trànsit detectat per TESS. Anomenat HD 63433 d, és un planeta de la mida de la Terra.
Segons els models teòrics, les composicions dels mini-Neptuns HD 63433 b i c són majoritàriament silicat i aigua, sense domini del ferro, envoltades per una embolcall gasosa que, en el cas del planeta c, representa al voltant del 2% del planeta.
El sistema planetari de HD 63433 és bastant jove, amb uns 400 milions d'anys, només té un 9,13% d'edat com el Sistema Solar. HD 63433 d també és el planeta més petit i té menys de 500 milions d'anys.
| Comparacions de temperatura    | HD 63433 b                             | HD 63433 c                            | HD 63433 d            |
| Temperatura d'equilibri global | 769 – 967 K 496 – 694 °C 925 – 1281 °F | 540 – 679 K 267 – 406 °C 513 – 763 °F | 1040 K 767 °C 1413 °F |

| Companya (per ordre des de l'estrella) | Massa         | Semieix major (ua)    | Període orbital (dies) | Excentricitat      | Inclinació | Radi                  |
| -------------------------------------- | ------------- | --------------------- | ---------------------- | ------------------ | ---------- | --------------------- |
| d                                      | —             | 0,0503±0,0027         | 4.21                   | 0,16+0,36 −0,12    | —°         | 1,073+0,046 −0,044 R⊕ |
| b                                      | <21,76 M⊕     | 0,0719+0,0044 −0,0031 | 7.11                   | 0,24+0,27 −0,18    | —          | 2,14+0,087 −0,069 R⊕  |
| c                                      | 15,54±3,86 M⊕ | 0,1458±0,015          | 20.55                  | 0,161+0,014 −0,013 | —          | 2,692+0,108 −0,088 R⊕ |

### HD 63433 b
El planeta mitjà, HD 63433 b, és un planeta mini-Neptú que va ser descobert juntament amb HD 63433 c. HD 63433 b és 2,14 vegades més gran que la Terra, però és aproximadament un 45% més petit que Neptú. El planeta té un límit superior de massa de 21,7 M⊕, que és un 21% més gran que la massa de Neptú (17,15 M⊕). Aquests valors calculen un límit superior de densitat de 13 g/cm3, 2 vegades més gran que la de la Terra, i similar a la de l'element químic Mercuri. HD 63433 b orbita la seva estrella mare a una distància de 0.0719 unitats astronòmiques (10,760,000 km) – aproximadament 5 vegades més a prop del que Mercuri està al Sol, i completa una revolució cada 7 dies i 3 hores. La proximitat relativa de la seva estrella la fa calenta, amb una temperatura d'equilibri entre 496 i 694 °C.
HD 63433 b probablement va ser un mini-Neptú que més tard va perdre la seva atmosfera. Alguns factors, com el fet que no es va detectar cap absorció de Ly-α durant el seu trànsit, i la seva escala de temps de pèrdua de massa més curta que l'edat del sistema planetari, indiquen que ja ha perdut la seva atmosfera primordial, i podria ser un nucli planetari rocós. Tanmateix, si HD 63433 b fos un nucli rocós, hauria de ser inusualment massiu i, per tant, una composició rica en aigua a més d'una atmosfera amb un pes molecular mitjà elevat podria explicar tant el radi i la no detecció del Lyα.

### HD 63433 c
El planeta més extern, HD 63433 c, és un planeta mini-Neptú descobert juntament amb HD 63433 b. És 2,7 vegades més gran que la Terra, però un 30% més petit que els gegants de gel del Sistema Solar, Neptú i Urà. És 15,5 vegades més massiva que la Terra, és més massiu que Urà (14,54 M⊕), però encara menys massiu que Neptú (17,15 M⊕). La densitat de HD 63433 c calculada a 4,6 g/cm3, lleugerament inferior a la de la Terra, però superior a les densitats de tots els gegants gasososs del Sistema Solar.
Orbitant la seva estrella a una distància de 0.145 unitats astronòmiques (21,700,000 km) en un període orbital de 20 dies, és el planeta més extern del seu sistema planetari, però encara a prop de la seva estrella, el que el converteix en un planeta càlid, amb una temperatura d'equilibri planetari estimada entre 267 i 406 °C.
A causa de l'elevada radiació rebuda de la seva estrella, l'atmosfera de HD 63433 c, formada per hidrogen, s'està eliminant lentament i escapant del planeta, com un globus aerostàtic. El gas calent s'escapa a l'espai a una velocitat de 50 km/s, formant un capoll de gas 12 vegades més gran que el mateix planeta. A mesura que la seva atmosfera s'evapori, HD 63433 c es convertirà lentament en un planeta súper-Terra.

### HD 63433 d
HD 63433 d va ser l'últim planeta que es va descobrir al sistema, 4 anys després dels planetes b i c. Amb un diàmetre de ~13.690 km, és molt semblant a la Terra en grandària, sent només un 7% més gran, però actualment es desconeix la seva massa. És el planeta més interior que orbita HD 63433, amb un semieix major (distància mitjana de la seva estrella) de 0.0503 unitats astronòmiques (7,520,000 km) i un període orbital de només 4 dies. L'extrema proximitat a la seva estrella fa que sigui extremadament calent, amb una temperatura diürna estimada en 1,260 °C (2,300 °F),  prou calent per fondre tots els minerals presents a la seva superfície, a més d'estar blocat a la marea, la qual cosa significa que la meitat del planeta sempre està mirant cap a la seva estrella, mentre que l'altra sempre està mirant cap enrere. El planeta també possiblement no té una atmosfera substancial.
Es creu que el costat diürn del planeta, sempre mirant a la seva estrella a causa del bloqueig de la marea, està totalment compost de lava a causa de l'alta temperatura de la superfície, a més de possiblement tenir activitat volcànica. Mentrestant, el costat nocturn del planeta, que mai mira cap a la seva estrella, pot ser el contrari, semblant-se a Plutó amb glaceres de nitrogen congelat.
HD 63433 d va ser descobert l'any 2024, mitjançant una anàlisi d'una observació de trànsit feta pel Transiting Exoplanet Survey Satellite (TESS). Com que ja s'havien descobert altres dos planetes al sistema, es van eliminar els senyals de trànsit d'aquests objectes, revelant així un senyal de trànsit addicional que reapareixia cada 4,2 dies. Una investigació addicional va permetre als investigadors confirmar que aquest senyal era d'un altre exoplaneta en òrbita, ara anomenat HD 63433 d. El descobriment es va anunciar el 10 de gener de 2024 al The Astronomical Journal.

## Importància científica
El sistema planetari HD 63433 té un paper important en la comprensió de l'evolució dels sistemes planetaris en els primers mil milions d'anys després de la formació. Com que HD 63433 és relativament brillant (6,9m) i a prop (a 73 ly de distància), els seus planetes b i c poden tenir les seves atmosferes caracteritzades pel Telescopi Espacial Hubble i Telescopi Espacial James Webb. Aquesta estrella també és un objectiu favorable per als estudis de pèrdua de massa atmosfèrica en exoplanetes, ja que és una estrella jove i activa amb planetes mini-Neptuns propers, a més de tenir una velocitat radial negativa (−16,07 km/s).